# Jonas Colting
Karl Jonas Colting, född 8 juni 1973 i Göteborg, är en svensk triathlet, författare, föreläsare, entreprenör och hälsoinspiratör. Colting har haft internationella framgångar på långdistanstriathlon med flera VM-medaljer bland sina främsta meriter. Han har även två segrar i  tävlingen Ultraman World Championship på Hawaii.
Colting har skrivit tre böcker: Jag vill ju bara se bra ut naken, Jag vill ju bara se bra ut naken: kokboken' samt Den nakna hälsan. Han har dessutom skrivit boken Triathlon för dig ihop med Jojje Borssén.
2014 simmade Colting mellan Stockholm och Göteborg på 41 dagar, en sträcka på 640 km, med syftet att samla in pengar till Wateraid. 2016 simmade Colting runt ön Phuket i Thailand, en sträcka på 140 km som det tog 8 dagar att tillryggalägga. Syftet var att sätta fokus på föroreningen av världshaven, samt vikten av simkunnighet bland hela jordens befolkning. 2017 simmade han runt Gotland, en sträcka på 300 km som det tog 23 dagar att simma. Syftet var att sätta fokus på folkhälsa och simkunnighet i allmänhet och på behovet av fler simhallar i Sverige i synnerhet.
Colting har tre segrar i ÖTILLÖ-race som anses vara Swimrunsportens officiella VM. Han är den enda som deltagit i alla ÖTILLÖ-tävlingar sedan starten 2006. Colting var en av initiativtagarna till Swimrunforlife, ett initiativ som samlade in pengar till UNHCR:s flyktingarbete.
Colting driver bolaget Colting Communication som bland annat arrangerar eventen Borås Triathlon och Borås SwimRun. Han driver dessutom en coachningverksamhet, ett eget varumärke som producerar simattiraljer och uppträder dessutom som föreläsare. Colting har även en egen podcast.

## Tävlingsmeriter
- 11:a VM långdistans 1999
- 3:a VM långdistans 2001
- 1:a EM-lagtempo 2001
- 2:a Ironman New Zealand 2002
- 2:a VM långdistans 2004
- 1:a Ultraman World Championships 2004
- 4:a VM långdistans 2005
- 4:a EM långdistans 2005
- 1:a Elbaman Ironman 2005
- Svensk mästare, simning långdistans 2005
- 9:a VM långdistans 2006
- 1:a Ultraman World Championships 2007
- 2:a EM långdistans 2007
- 5:a VM långdistans 2008
- 1:a ÖTILLÖ 2008
- 1:a ÖTILLÖ 2009
- 1:a ÖTILLÖ 2010
- 2:a Ultraman World Championships 2010

Jonas är även flerfaldig svensk mästare i triathlon. Han mottog BT-plaketten 2004 och 2006 blev han utnämnd till Årets Svenska Triathlet av Svenska Triathlonförbundet för sina två fjärdeplatser på EM och VM under 2005.

## Övriga meriter
- En Svensk Klassiker Nonstop på 25.17 tim, aktiv tid 17.50 tim, genomförd 11-12 juli 2004
- Sverigesimmet Stockholm till Göteborg 2014, 41 dagar och 640 km
- Swimaround Phuket, Thailand 2016, 8 dagar och  140 km
- Colting simmar Gotland 2017, 23 dagar och 300 km